# Местность
Местность — в ландшафтоведении — морфологическая единица ландшафта, природно-территориальный комплекс более высокого ранга, чем урочище.
Является наиболее крупной морфологической частью ландшафта, характеризующейся особым вариантом сочетания основных урочищ данного ландшафта. Ведущими признаками обособления местностей служат рельеф или характер его расчленения. Местность не является обязательным элементом морфологической структуры ландшафта.
Примеры местностей:
- пересечённая местность — местность, изрезанная чем-либо: речками, канавами, пролесками, гребнями и прочим[1].
- в пойменном ландшафте: параллельно-гривистая пойма, мелкогривистая сегментная пойма, центральная выравненная пойма;
- в моренно-зандровом ландшафте: моренная равнина, зандровая равнина.